# 서부로 (오산 수원)
서부로(西部路)는 대한민국 경기도 수원시, 화성시 및 오산시의 도로이며, 오산시 및 수원시의 서부를 관통한다. 전 구간의 길이는 27.261 km이다. 화성시는 안녕동~기안동 구간을 명예도로명 차범근로로 정하려다 철회하였다. 차범근이 화성 화산초등학교를 졸업한 화성시 출신이기 때문에 명예 도로명을 정하려 하였으나, 주민들의 반대로 취소되었다.

## 역사
- 1997년 5월 6일 : 성균관대역 ~ 밤밭사거리 376m 구간 개통[3]

## 노선
| 이름                            | 접속 노선                                               | 소재지        | 소재지                             | 비고                                    |
| ------------------------------- | ------------------------------------------------------- | ------------- | ---------------------------------- | --------------------------------------- |
| (이름없음)                      | 국가지원지방도 제82호선 (발안로)                        | 오산시        | 가장동                             |                                         |
| 가음교                          |                                                         | 오산시        | 가장동                             |                                         |
| 가장교차로                      | 지방도 제310호선 가장로 서부우회도로 (2021년 12월 개통) | 오산시        | 가장동                             |                                         |
| 쉼터공원앞삼거리                | 가장산업동로                                            | 오산시        | 가장동                             |                                         |
| 금암터널                        |                                                         | 오산시        | 가장동                             |                                         |
| 금암동                          |                                                         | 오산시        |                                    |                                         |
| 금암교차로                      | 오산대역로                                              | 오산시        |                                    |                                         |
|                                 | 수청로                                                  | 오산시        | 세교신도시→양산동 방면만 진입 가능 |                                         |
| 광성초교앞삼거리                | 수목원로                                                | 오산시        | 세교동                             |                                         |
| 세마교차로                      | 독산성로                                                | 오산시        | 세교동                             |                                         |
|                                 | 세남로                                                  | 오산시        | 양산동                             |                                         |
|                                 | 양산로                                                  | 오산시        | 양산동                             |                                         |
| 한신나들목                      | 10용사로 한신대길                                       | 화성시        | 안녕동                             | 황구지천교                              |
| 안녕교차로                      | 효행로                                                  | 화성시        | 안녕동                             | 안녕지하차도                            |
|                                 | 안녕남로                                                | 화성시        | 송산동                             | 화산2지하차도                           |
|                                 | 용주로                                                  | 화성시        | 송산동                             | 화산1지하차도                           |
| 화산터널                        |                                                         | 화성시        | 송산동                             |                                         |
| 배양동                          |                                                         | 화성시        |                                    |                                         |
| 기안교차로                      | 기배로                                                  | 화성시        | 기안동                             |                                         |
|                                 | 서수원로, 서부로1390번길                                | 수원시 권선구 | 오목천동                           |                                         |
| 산업단지사거리                  | 오목천로                                                | 수원시 권선구 | 고색동                             |                                         |
| 고색사거리                      | 국도 제43호선 매송고색로                                | 수원시 권선구 | 고색동                             | 고색지하차도                            |
| 권선구청삼거리                  | 호매실로                                                | 수원시 권선구 | 고색동                             |                                         |
| 행정타운사거리                  | 권선로                                                  | 수원시 권선구 | 탑동                               |                                         |
| 푸른지대삼거리                  | 수봉로                                                  | 수원시 권선구 | 탑동                               |                                         |
| 탑골삼거리                      | 하탑로                                                  | 수원시 권선구 | 탑동                               |                                         |
| 탑동사거리                      | 금호로                                                  | 수원시 권선구 | 탑동                               | 탑동지하차도                            |
| 탑동사거리                      | 금호로                                                  | 수원시 권선구 | 구운동                             | 탑동지하차도                            |
| 구운오거리 서수원시외버스터미널 | 국도 제42호선 수인로                                    | 수원시 권선구 | 상구운지하차도                     |                                         |
| 성균관대사거리                  | 일월로                                                  | 수원시 장안구 | 율전동                             |                                         |
|                                 | 화산로                                                  | 수원시 장안구 | 율전동                             | 밤밭고가차도                            |
| 성대역사거리 성균관대역         | 덕영대로                                                | 수원시 장안구 | 율전동                             |                                         |
| 밤밭사거리                      | 서부로2181번길, 하률로                                  | 수원시 장안구 | 율전동                             |                                         |
| 밤꽃사거리                      | 상률로                                                  | 수원시 장안구 | 율전동                             |                                         |
| 안죽골삼거리                    | 천천로                                                  | 수원시 장안구 | 이목동                             |                                         |
| 이목사거리                      | 장안로                                                  | 수원시 장안구 | 이목동                             |                                         |
| 파장나들목                      | 수원북부순환로                                          | 수원시 장안구 | 이목동                             |                                         |
| 지지대교차로                    | 국도 제1호선 경수대로 경수대로1220번길                  | 수원시 장안구 | 이목동                             | 경수대로 서울 방면에서 서부로 진입 불가 |
| 수원북부순환로와 직결           |                                                         |               |                                    |                                         |

## 주요 시설
- 성균관대학교 자연과학캠퍼스 (경기도 수원시 장안구 서부로 2066)
- 성균관대역 (경기도 수원시 장안구 서부로 2149)